# Peter von Heydebreck
Hans-Adam Otto von Heydebreck, kallad Peter von Heydebreck, född 1 juli 1889 i Köslin, död 30 juni 1934 i München, var en tysk SA-Brigadeführer och chef för SA-Gruppe Pommern. 
Kort efter första världskriget bildade von Heydebreck en frikår som bland annat stred i slaget vid Annaberg i samband med det tredje schlesiska upproret.
I början av 1930-talet ansåg Adolf Hitler att Sturmabteilung (SA) hade blivit ett hot och att dess ledare Ernst Röhm planerade en statskupp. Under de långa knivarnas natt lät Hitler därför mörda SA:s ledarskikt. von Heydebreck greps och fördes till Stadelheimfängelset i München. Tillsammans med Hans Hayn, Edmund Heines, Wilhelm Schmid, August Schneidhuber och Hans Erwin von Spreti-Weilbach arkebuserades von Heydebreck av ett exekutionskommando under befäl av Sepp Dietrich.
Bara några dagar före sin död hade von Heydebreck yttrat:
| ” | Jag lever för min Führer! Tanken på honom är det enda som håller mig uppe. När jag inte längre kan tro på min Führer, kan jag lika gärna dö! | „ |